# Можайская улица (Санкт-Петербург)
Можа́йская улица — улица в Адмиралтейском районе Санкт-Петербурга. Проходит от Загородного проспекта до набережной Обводного канала.

## История названия
Со второй половины XVIII века улица обозначалась как 4-я Рота Семёновского полка. Параллельно существовали названия 4-я линия, 4-я линия Московской части, 4-я рота Лейб-Гвардии Семёновского полка, Пещуров переулок (по фамилии домовладельца).
9 декабря 1857 года улице присвоено современное название Можайская улица, по городу Можайску в ряду других улиц Московской полицейской части, наименованных по уездным городам Московской губернии.

## История
Улица возникла во второй половине XVIII века, как одна из улиц отведённых под расположение 4-й роты Семёновского полка. Поначалу на улице было разрешено строительство только солдатских казарм и домов младших офицерских чинов. Но так как они не заняли всей отведённой земли, то постепенно улица стала застраиваться обывательскими домами.

## Достопримечательности

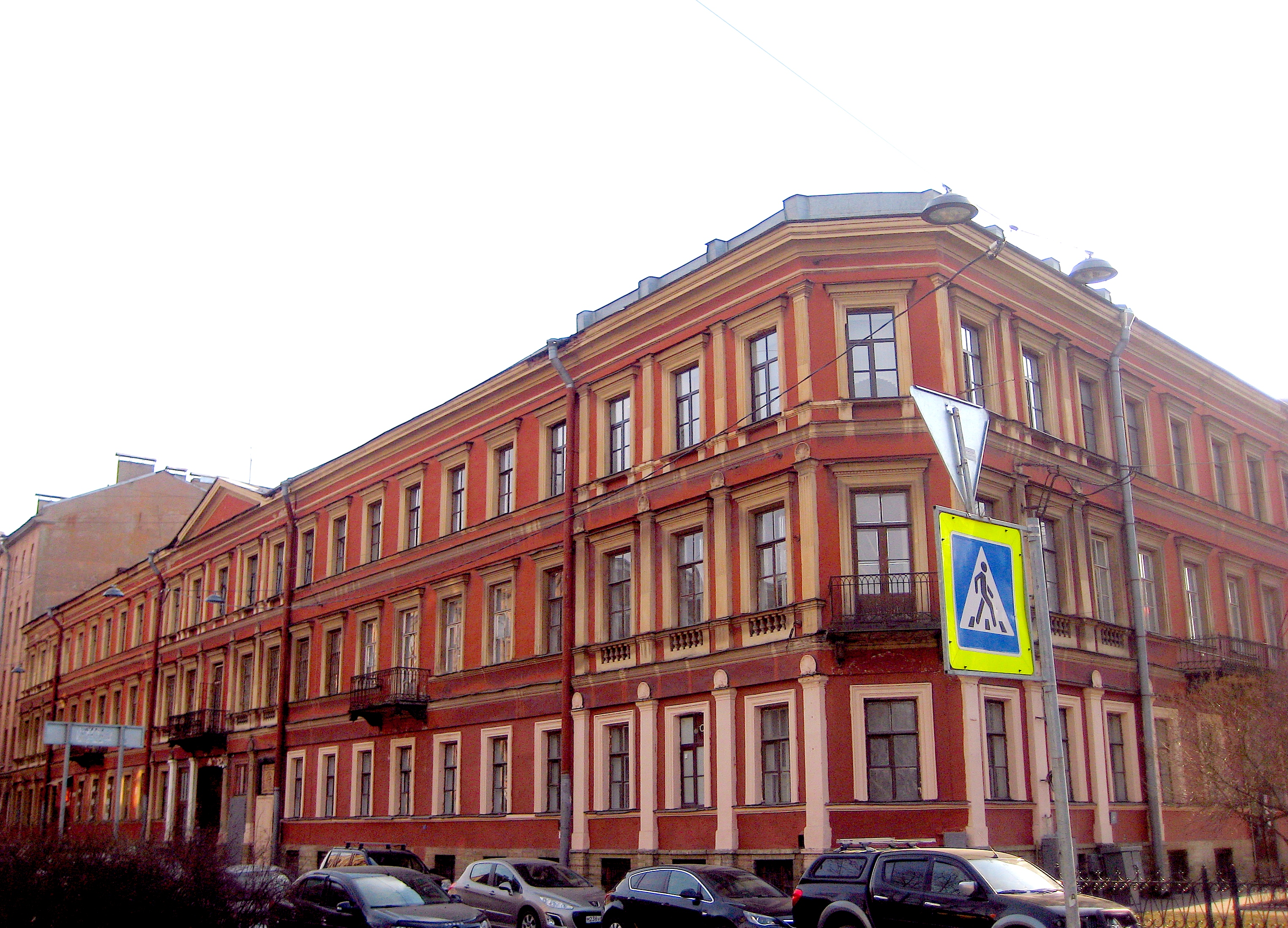
Доходный дом Е. Соколова

- Дом № 1 — доходный дом Е. Соколова (со служебным флигелем), 1847 г., арх. В. Е. Морган[2].  7832018000
- Дом № 8 — здание построил в 1896 г. арх. В. И. Баранкеев, в 1905 здесь встречался с партийными товарищами В. И. Ленин.  7802682000
- Дом № 18 — доходный дом В. Л. и Н. Д. Каценеленбогенов, 1913—1914 гг., гражд. инж. Н. Д. Каценеленбоген.  7832019000
- Дом № 19 — блокадная тяговая подстанция «Клинская», 1932—1934 гг., арх. Р. И. Коханова (?).  781610744000005
- Дом № 33 — доходный дом Д. А. Белова, 1906—1907 гг., арх. Л. Л. Шретер.  7832021000